# Григорюк Іван Панасович
Іван Панасович Григорюк (24 жовтня 1941, Топорівці — 19 травня 2022) — український учений-біолог, еколог, історик природознавства. Доктор біологічних наук, професор. Член-кореспондент НАН України. Академік АН ВШ України з 2007 р. Заслужений діяч науки і техніки України (2009).

## Життєпис
Народився в с. Топорівці Новоселицького району Чернівецької області. У 1965 р. закінчив біологічний факультет Чернівецького університету. Навчався в аспірантурі (1966—1969) Інституту фізіології рослин АН УРСР (пізніше — НАН України), до 2005 р. працював в цьому закладі. Учень доктора біологічних наук Степана Слухая.
Кандидат (1978), доктор (1996) біол. наук, професор (2000). З 2005 р. — професор кафедри екобіотехнології і біорізноманіття й за сумісництвом — директор ННЦ біотехнологій, біотехсервісу та біоенергоконверсій Національного аграрного університету. З 2007 р. — директор Навчально-наукового інституту охорони природи і біотехнологій й одночасно професор кафедри фізіології рослин, екології та біомоніторингу Національного університету біоресурсів і природокористування України.

## Наукова діяльність
Фундатор наукової школи з вивчення фізіологічних і молекулярно-біологічних механізмів стійкості та адаптації рослин до абіотичних стресів. Розробив енергоємні технології вирощування зернових та кормових культур у зонах ризикованого землеробства України.
Автор і співавтор більш ніж 700 наукових і науково-популярних праць, серед яких 10 монографій, 2 методичних посібники, 7 брошур, 1 лабораторний практикум, 16 науково-методичних рекомендацій, 13 авторських свідоцтв та патентів на винаходи. Підготував 2 докторів та 4 кандидатів наук.
Член-кореспондент НАН України (2000) з спеціальності «Фізіологія рослин». Член експертної Ради з біологічних наук ВАК України (1998—2009), заступник голови і член спеціалізованої вченої ради із захисту докторських (кандидатських) дисертацій Інституту фізіології рослин і генетики НАН України (2001—2005), Національного університету біоресурсів і природокористування України (2007—2009) та Уманського державного аграрного університету (2006—2009). Голова Київського регіонального відділення УТФР, заступник голови спецради із захисту докторських (кандидатських) дисертацій НУБП, член редколегії п'яти наукових фахових журналів.

## Нагороди
Нагороджений бронзовою медаллю ВДНГ СРСР (1987), нагрудним знаком «Петро Могила» (2007) МОН України, Почесною грамотою Президії НАН України і Центрального комітету профспілки працівників НАН України (2001), Почесною грамотою Міністерства охорони навколишнього природного середовища України (2005), Почесною грамотою за особливі заслуги перед Національним аграрним університетом (2006), трудовою відзнакою «Знак пошани» (2008) Міністерства аграрної політики України. Лауреат Премії ім. М. Г. Холодного АН УРСР (1991) і премії президентів НАН України, НАН Білорусі, АН Молдови (2002). Має нагороду Ярослава Мудрого АН ВШ України в галузі науки і техніки (2007). Дійсний член (академік) Української екологічної академії наук (1999).
- Заслужений діяч науки і техніки України (5 червня 2009) — за вагомий особистий внесок у вирішення екологічних проблем, розвиток природоохоронної справи, збереження навколишнього природного середовища[2]
- Державна премія України в галузі науки і техніки 2011 року — за роботу «Система використання біоресурсів у новітніх біотехнологіях отримання альтернативних палив» (у складі колективу)[3]
- Орден «За заслуги» ІІІ ступеня (1 жовтня 2016) — за значний особистий внесок у розвиток національної освіти, підготовку кваліфікованих фахівців, багаторічну плідну педагогічну діяльність та високий професіоналізм[4]